# Billy Saward
William George Saward, detto Billy (Thurrock, 15 settembre 1868 – Thurrock, 1944), è stato un maratoneta britannico.
Partecipò ai Giochi olimpici di Parigi 1900 nella maratona che non riuscì a completare. Si qualificò alla maratona olimpica dopo aver ottenuto il secondo piazzamento nella Londra-Brighton del 1899.